# Distrito de Rheinfelden
El distrito de Rheinfelden es uno de los once distritos del cantón de Argovia, Suiza, ubicado al noroeste del cantón. Tiene una superficie de 112,09 km². La capital del distrito es Rheinfelden.

## Geografía
El distrito de Rheinfelden limita al norte con los distritos de Lörrach (DE-WB) y Waldshut (DE-WB), al este con el de Laufemburgo, y al sur con los distritos de Sissach (BL) y Liestal (BL).

## Comunas
| Distrito de Rheinfelden | Distrito de Rheinfelden | Distrito de Rheinfelden |
| Comunas                 | Población (31.12.2014)  | Superficie km²          |
| ----------------------- | ----------------------- | ----------------------- |
| Hellikon                | 796                     | 7.04                    |
| Kaiseraugst             | 5571                    | 4.91                    |
| Magden                  | 3883                    | 11.04                   |
| Möhlin                  | 10 746                  | 18.79                   |
| Mumpf                   | 1340                    | 3.13                    |
| Obermumpf               | 1020                    | 5.06                    |
| Olsberg                 | 366                     | 4.68                    |
| Rheinfelden             | 12 897                  | 16.12                   |
| Schupfart               | 757                     | 7.05                    |
| Stein                   | 3120                    | 2.83                    |
| Wallbach                | 1884                    | 4.55                    |
| Wegenstetten            | 1056                    | 7.12                    |
| Zeiningen               | 2264                    | 11.37                   |
| Zuzgen                  | 859                     | 8.40                    |
| Total (14)              | 46 559}}                | 112.09                  |